# Исмаилов, Ильгар Сади оглы
Ильгар Сади оглы Исмаилов (азерб. İlqar Sədi oğlu İsmayılov; 29 марта 1959 — 1 октября 1992) — сотрудник правоохранительных органов Республики Азербайджан, Национальный Герой Азербайджана (1992).

## Биография
Родился Ильгар Исмаилов 29 марта 1959 года в городе Баку, Азербайджанской ССР. В 1966 году он поступил учиться в первый класс средней школы № 45 Наримановского района города Баку, которую окончил в 1976 году. Успешно поступил на обучение в Азербайджанский институт физической культуры. Являлся мастером спорта по дзюдо. В 1981 году был призван на срочную военную службу в ряды Советской армии. Служил в Бакинском армейском спортивном клубе. В 1983 году демобилизовался. До 1986 года осуществлял трудовую деятельность тренером в спортивном клубе «Динамо». Ему было присвоено звание лейтенанта и он был назначен оперуполномоченным Сабунчинского РОВД МВД. Здесь было присвоено очередное звание старшего лейтенанта.
Спустя небольшой промежуток времени Ильгар Исмаилов был повышен в звании до капитана милиции. С декабря 1991 года его часто направляли в командировку в зону боевых действий, где он принимал участие в операциях против боевиков.
Благодаря его смелости и героизму несколько иностранных граждан, наёмников принимавших участие в вооружённом конфликте, были взяты в плен.
Ильгар Исмаилов участвовал в военных операциях в сёлах Малыбейли и Мешали Шушинского района, а также на территории Агдамского района. В 1992 году был направлен в Лачинский район с особым заданием. Под его командованием 128 бойцов Азербайджана освободили возвышенность Гызарты в районе села Мазутлу. Командир отряда Ильгар Исмаилов погиб 1 октября 1992 года.
Женат, воспитывал двоих детей.

## Память
Указом Президента Азербайджанской Республики № 273 от 19 октября 1992 года Ильгару Сади оглы Исмаилову было присвоено звание Национального Героя Азербайджана (посмертно).
Похоронен в Аллее Шехидов города Баку.
Именем Национального Героя Азербайджана названы одна из улиц города Баку. Бюст Национального Героя установлен перед зданием средней школой № 45 города Баку.